# Colchiceae
Colchiceae es una tribu de plantas con flores perteneciente a la familia Colchicaceae.
Incluye aproximadamente 5 géneros (el número no es exacto debido a los continuos estudios que fusionan dos o más géneros existentes). Por ejemplo, algunos autores incluyen a Androcymbium dentro de Colchicum, mientras que otros los mantienen separados. Se distribuyen por África, Europa y Asia. Los números cromosómicos básicos van desde x=6 hasta x=10.

## Géneros
- Androcymbium, Colchicum, Bulbocodium, Merendera